# STS-82
La STS-82 è una missione spaziale del Programma Space Shuttle.
È stata una missione di manutenzione del telescopio spaziale Hubble.

## Equipaggio
- Kenneth Bowersox (4), - Comandante
- Scott Horowitz (2), Pilota
- Mark Lee (4), Specialista di missione
- Steven Hawley (4), Specialista di missione
- Gregory Harbaugh (4), Specialista di missione
- Steven Lee Smith (2), Specialista di missione
- Joseph Tanner (2), Specialista di missione

Tra parentesi il numero di voli spaziali completati da ogni membro dell'equipaggio.

## Parametri della missione
- Massa: 83.122 kg
- Perigeo: 475 km
- Apogeo: 574 km
- Inclinazione: 28,4698°
- Periodo: 95,2 minuti